# Cantó de Wingles
El cantó de Wingles és un cantó francès del departament del Pas de Calais, situat al districte de Lens. Té 5 municipis i el cap és Wingles.

## Municipis
- Bénifontaine
- Hulluch
- Meurchin
- Vendin-le-Vieil
- Wingles

## Història
| Data d'elecció                           | Identitat      | Partit | Qualitat |
| ---------------------------------------- | -------------- | ------ | -------- |
| 1982-2001                                | Marcel Cabiddu | PS     |          |
| 2001-                                    | Didier Hiel    | PS     |          |
| les dades anteriors no són pas conegudes |                |        |          |
|                                          |                |        |          |

## Demografia
| A partir de 1990: Població sense dobles comptes |